# Розенбаум, Александр Яковлевич
Алекса́ндр Я́ковлевич Розенба́ум (род. 13 сентября 1951, Ленинград, СССР) — советский и российский певец, автор-исполнитель, поэт, музыкант, композитор, киноактёр, врач, полковник медицинской службы запаса; народный артист Российской Федерации (2001). Депутат Государственной думы Федерального собрания Российской Федерации IV созыва (2003—2007).

## Биография
Родился 13 сентября 1951 года в Ленинграде в еврейской семье студентов-однокурсников из Первого медицинского института. В 1952 году его родители окончили институт, а затем отправились жить в Восточный Казахстан, в город Зыряновск. Отец — Яков Шмарьевич Розенбаум, врач-уролог, был главным врачом городской больницы; мать — Софья Семёновна Миляева, акушер-гинеколог. В течение шести лет отец и мать Саши занимались лечением жителей Зыряновска. В этот же период в семье родился ещё один сын — Владимир Яковлевич Розенбаум.
Семья жила в доме № 102 на Невском проспекте. Окончил школу на улице Восстания — школа № 209, бывший Павловский институт благородных девиц, раньше здесь учились его родители, потом — дочь. В 9-10 классах учился в школе № 351 с углублённым изучением французского языка на Витебском проспекте 57, которую успешно окончил в 1968 году. Там же активно участвовал в самодеятельности, а параллельно посещал занятия в вечернем музыкальном училище по классу аранжировки. Окончил Ленинградскую детскую музыкальную школу № 18 по классу фортепиано и скрипки сначала под руководством Ларисы Яновны Иоффе, а затем — учителя Марии Александровны Глушенко. Соседом его бабушки был гитарист Михаил Александрович Минин, у которого научился азам, игре на гитаре обучался сам. Играл для друзей, играл дома, играл во дворе. По словам Александра Яковлевича, он «на сцене с пяти лет». Ходил на фигурное катание, в 12 лет перешёл в секцию бокса «Трудовые резервы».
В 1968—1974 годах учился в Первом медицинском институте в Ленинграде. До сих пор ежегодно даёт там концерты. Был исключён из института, но в армию не взяли по причине плохого зрения, после чего пошёл работать в больницу. Через год восстановился в институте и закончил своё образование.
В 1974 году, сдав на отлично все государственные экзамены, Александр получил диплом врача-терапевта. Его специализация — анестезиология и реаниматология. Пошёл работать в скорую помощь врачом, на Первую подстанцию, расположенную на улице Профессора Попова, д. 16 Б, неподалёку от родного института.
Занимался в вечернем джазовом училище при Дворце культуры имени С. М. Кирова. Песни начал писать с 1968 года в институте для капустников, студенческих спектаклей, вокально-инструментальных ансамблей и рок-групп. В 1980 году ушёл на профессиональную эстраду. Играл в различных группах.
Семейная жизнь Розенбаума началась рано, но продлился первый брак недолго.
Уже через год Розенбаум снова женился, на этот раз на своей однокурснице Елене Савшинской, и у них родилась дочь Анна. У Александра Розенбаума был выбор между профессией врача, по которой он уже отработал пять лет и нашёл в ней себя, и эстрадной карьерой. Был сделан выбор в пользу музыки.
Выступал в составе групп и ансамблей: «Адмиралтейство», «Аргонавты», ВИА «Шестеро молодых», «Пульс» (под псевдонимом Аяров, от «А. Я. Розенбаум»).
Началом сольной деятельности стало выступление 14 октября 1983 года в Доме культуры МВД имени Ф. Э. Дзержинского. В дальнейшем он стал художественным руководителем театра-студии «Творческая мастерская Александра Розенбаума».

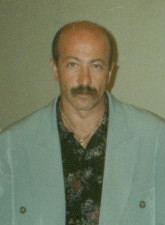
Александр Розенбаум в 1993 году

В 1980-х годах неоднократно посещал с концертами Ограниченный контингент советских войск в Афганистане.
В мае 1985 года сольный концерт во Дворце спорта города Куйбышева, в настоящее время носящем имя В. С. Высоцкого, и авиационном институте имени С. П. Королёва.
В 1994 году стал совладельцем первого в России магазина американской компании Nike.
На выборах в Государственную думу 1995 года возглавлял Санкт-Петербургскую региональную группу Блока Ивана Рыбкина.
В 1999 году вместе с Андреем Макаревичем ездил в экспедицию в джунгли Амазонки и спустя 10 лет с ним же путешествовал по рекам Пантанала в Бразилии.
С 2001 года вместе с Еленой Малышевой ведёт торжественную церемонию вручения премии лучшим врачам России «Призвание».
С 2003 года совладелец сети петербургских пивных «Толстый Фраер».
В 2003 году избран депутатом Государственной думы России от партии «Единая Россия». Пробыл в должности до 2007 года.
28 июня 2005 года подписал в числе 50 представителей общественности письмо в поддержку приговора бывшим руководителям «ЮКОСа».
В 2009 году подписал в числе 42 известных петербуржцев открытое письмо президенту Дмитрию Медведеву в поддержку строительства «Охта-центра».
В 2014 году принял участие в озвучивании украинского документального фильма «Тайна Королевского батальона», посвящённого гибели 1-го батальона 682-го мотострелкового полка 108-й мотострелковой дивизии Вооружённых Сил СССР в апреле 1984 года, во время Афганской войны. В этом фильме Розенбаум выступил как чтец закадрового текста и исполнитель заключительной песни «Караван».
В 2014—2021 годах — член жюри телепередачи Первого канала «Три аккорда».
В декабре 2015 года за свою политическую позицию и взгляды на украинские события 2013—2014 годов Розенбаум был включён в чёрный список российских артистов, являющихся «персонами нон грата» на территории Украины. Как заявил музыкант в эфире программы «Звезда на „Звезде“» с Леонидом Якубовичем, сейчас приличному человеку неприлично не быть в этом списке. Утверждает, что во многом его сформировала Украина, куда он ездил в детстве каждое лето. Считает Киев лучшим городом после родного Санкт-Петербурга, написал много песен в Киеве.
19 марта 2021 года избран председателем Общественного совета при Управлении Федеральной службы исполнения наказаний по Петербургу и Ленинградской области.
Входил в состав жюри «КВН».
В программе «Вечерний Ургант» Розенбаум исполнял несколько раз популярные песни, а также песни из мультфильмов в своей манере в рубрике «Поп-стоп».
Участник ежегодной Национальной премии «Шансон года» в Большом Кремлёвском дворце.
Вице-президент и художественный руководитель концертного отдела общества «Великий город».
Председатель совета Фонда развития исторического наследия «Кронштадт». «Восстановление Морского собора г. Кронштадта и возвращение его людям для служения той идее, для которой он был создан — быть главным морским храмом страны, — по мнению председателя совета фонда Александра Розенбаума является „святой задачей“».

## Общественная позиция
В мае 2022 года назвал российско-украинскую войну «тяжелейшей духовной травмой» и «колоссальной человеческой трагедией», а Украину — частью своей родины. Александр Розенбаум заявил о своей готовности выступить в роли «голубя мира» и спеть перед ранеными солдатами российской и украинской армий. Также Розенбаум заявил, что «не считает свободой, когда люди не могут высказывать своё мнение в угоду меньшинству, которое оккупировало своей идеологией Украину» и «оккупанты на самом деле — это Западная Украина, прокачанная деньгами коллективного Запада».
Согласно международному журналистскому проекту Kremlin Leaks, АНО «Интеграция» помогала артисту вместе с Олегом Газмановым и Юлией Чичериной собирать деньги для подразделений ЛНР и ДНР.
За оправдание войны России против Украины включён в санкционный список Совета национальной безопасности и обороны Украины от 18 апреля 2025 года.

## Семья
- Отец — Яков Шмарьевич Розенбаум (23 декабря 1923 — 23 февраля 2018[44]), врач-уролог. Родился в г. Нежине Черниговской области Украины. Участник Великой Отечественной войны[45].  После войны был главным врачом городской больницы.
- Мать — Софья Семёновна Миляева (1928 — 8 октября 2009[46]) — акушер-гинеколог.
- Младший брат — Владимир Яковлевич Розенбаум (12 марта 1956 — июль 2005), работал врачом скорой помощи, умер от цирроза печени[47]. Также Владимиру Розенбауму посвящены песни «Мой брат»[48], «Прости меня»[49], «Июльский блюз для брата и саксофона»[50]. Владимир Розенбаум так же как и брат, играл на гитаре и пел.
- Первый брак длился всего 9 месяцев.
- Вторая жена (с 1975 года) — Елена Викторовна Савшинская, врач-рентгенолог психиатрической больницы Скворцова-Степанова[51]. 
  - Дети — Анна Александровна Савшинская (род. 20 октября 1976), филолог и переводчик, вышла замуж за гражданина Израиля Тиберио Чаки, совладельца сети пивных «Толстый Фраер»[52].

## Творчество

### Поэт и музыкант

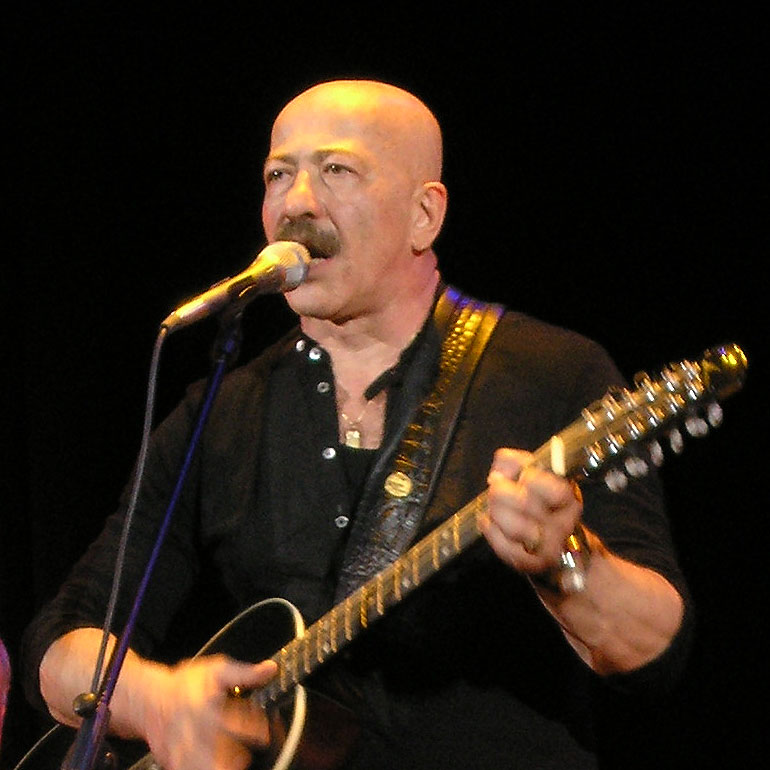
Александр Розенбаум в 2006 году

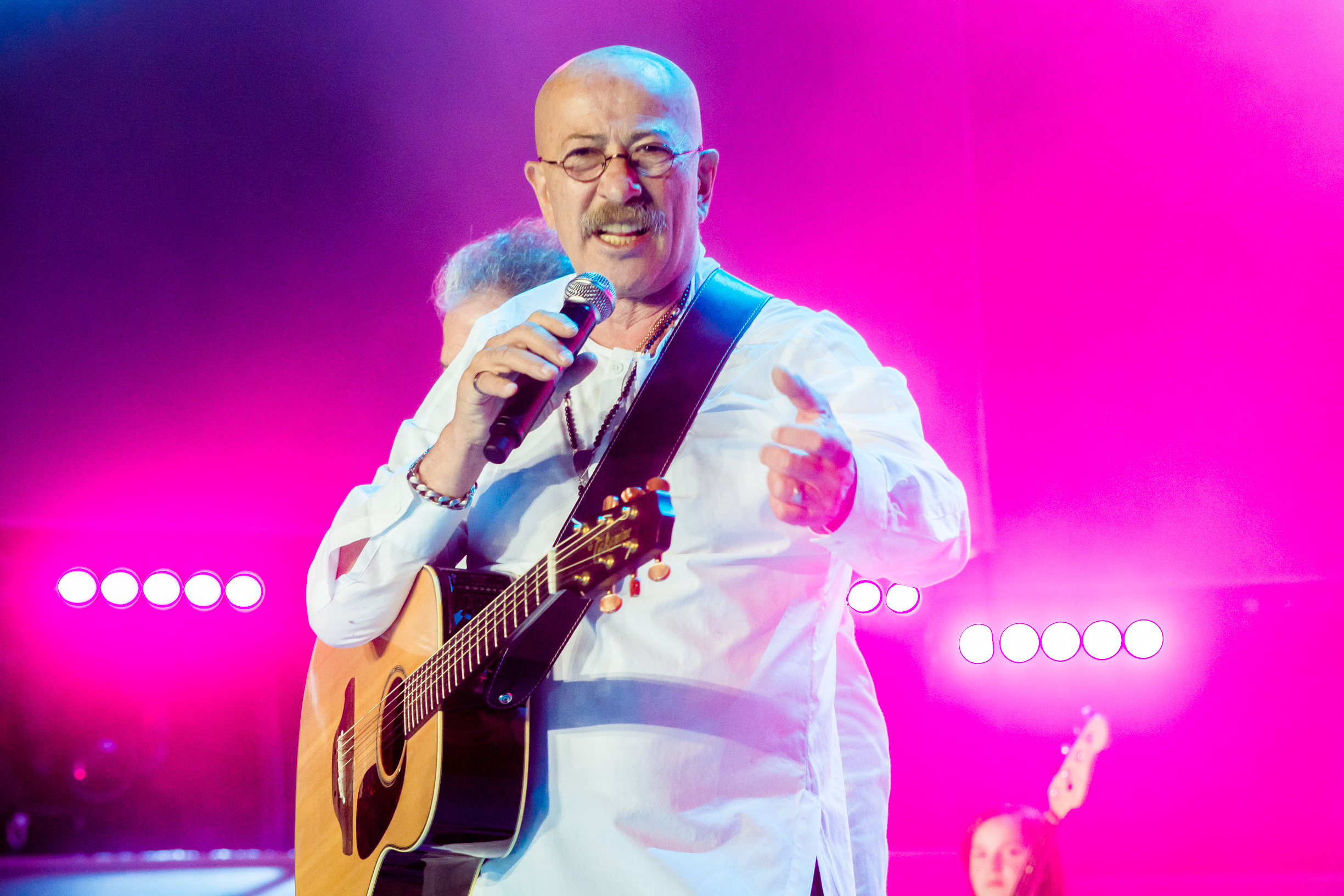
2016 год

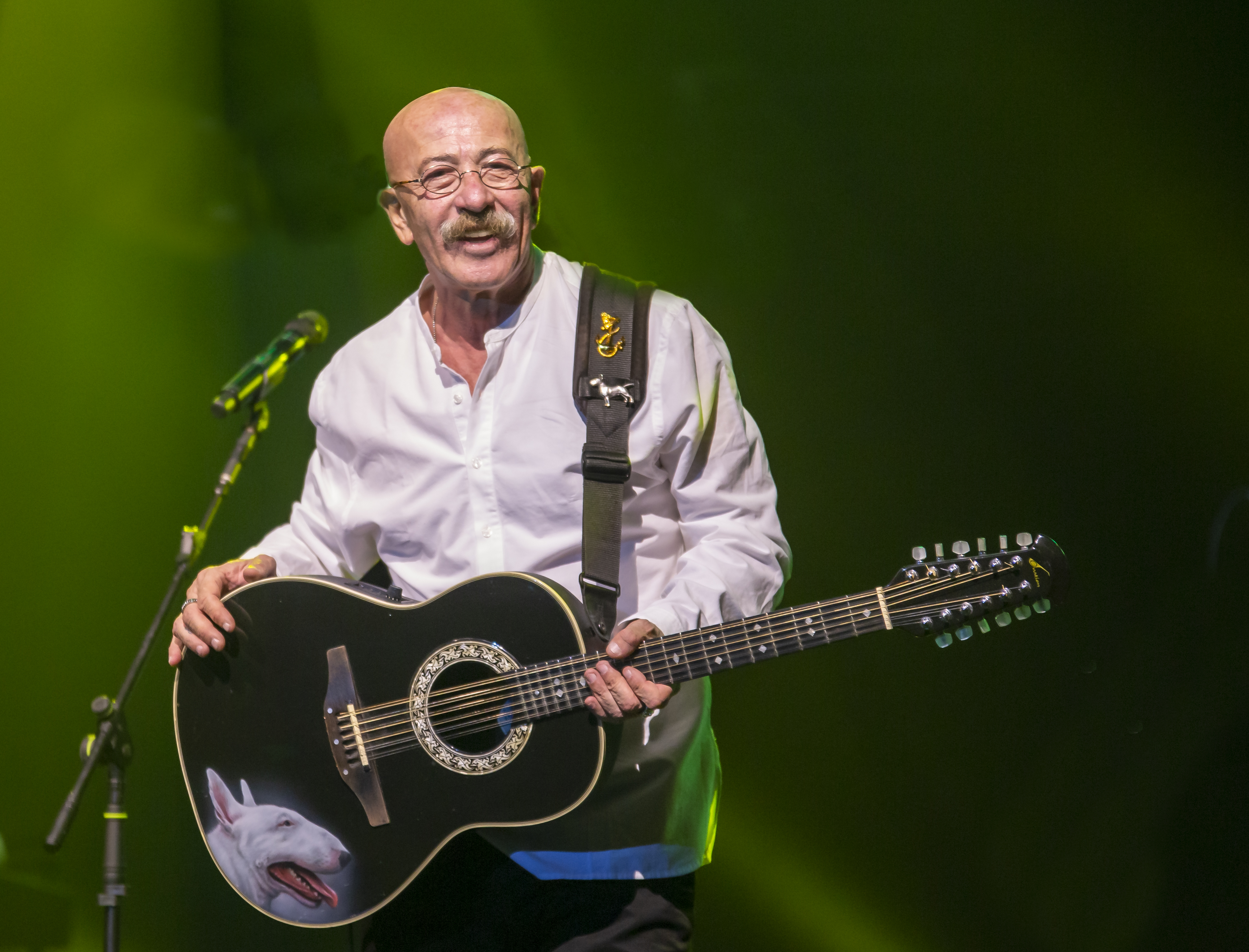
Израиль. 2018 год

Александр Розенбаум — композитор, автор-исполнитель собственных песен. Многие его ранние песни относятся к жанру блатной песни, и их герой — классический образ одесского налётчика еврейского происхождения времён НЭПа. Данный образ был составлен по мотивам «Одесских рассказов» Исаака Бабеля. Ряд его ранних песен также связан с работой врача. Однако сам Александр Яковлевич считает, что он работает в жанре «Розенбаум».
Также его творчество характеризуется интересом к истории России послереволюционных годов XX века («Романс генерала Чарноты»), цыганским темам (пример — песни «Песня коня цыганских кровей», «Ах, если было бы можно…») и казачеству («Казачья», «Кубанская казачья», «На Дону, на Доне»). Имеется среди его песен и философская лирика («Вещая судьба»). Не обойдена стороной и военная тематика, в которой большинство песен связано с Великой Отечественной войной («Я часто просыпаюсь в тишине», «Проводи-ка меня, батя, да на войну…» и др.), морской тематикой («38 узлов», «Песня старого миноносца»). Особая часть творчества посвящена войне в Афганистане («Монолог пилота „Чёрного тюльпана“», «Караван», «Дорога длиною в жизнь»). Певец часто бывал в расположениях советских воинских частей, выступая с концертами в Афганистане. В 1986 году, на Киностудии Министерства обороны СССР, песня «В горах Афгани» была вмонтирована в фильм «Боль и надежды Афганистана» к хронике боевых действий — фактически был создан первый клип на песни исполнителя.
Свои песни А. Розенбаум исполняет на двенадцатиструнной гитаре со строем Open G, как на семиструнной гитаре без пятой струны. Он использует разные виды гитарного боя, при этом не используя медиатор. По словам самого Розенбаума, невозможно определить стиль музыки, в котором он работает, так как он очень разносторонний музыкант. Стихи Розенбаума изобилуют специфической лексикой (технической, охотничьей («Охота на волков», «Утиная охота»), воинской, тюремной и т. д.). После распада СССР в творчестве Розенбаума появились иудейские, израильские мотивы («Песня еврейского портного», «Днём и ночью»). Розенбаум обладает сильным и мужественным голосом баритональной природы с лёгкой хрипотцой.
По форме творчество Розенбаума близко к жанру бардовской песни. Розенбаум пользовался официальным признанием и концертировал как артист Ленконцерта задолго до распада Советского Союза и отмены цензуры. В антологии «Авторская песня» (составитель Дмитрий Сухарев) его имя не упоминается. В более поздний период его творчества с Розенбаумом работают и по сей день музыканты, для которых он создаёт аранжировки, причём музыкальная стилистика весьма различная — от джаза до рока и рок-н-ролла.

### «Старая армия» Розенбаума

#### Нынешний состав
- Александр Алексеев (клавишные, 1988 — н.в.)
- Виктор Смирнов (клавишные, аккордеон, 1993—2002, 2020 — н.в.)
- Вячеслав Литвиненко (соло-гитара, акустика, 2005 — н.в.)
- Вячеслав Крюков (бас-гитара, 2017 — н.в.)
- Вадим Марков (ударные, 2012—2017, 2019 — н.в.)
- Александр Мартисов (звукорежиссёр, 2004 — н.в.)
- + постоянные сессионные участники

#### Ранее игравшие с Розенбаумом музыканты
- Николай Резанов (1982—1983; 1993—2006) †
- Юрий Капетанаки (клавишные, 2002—2019) †
- Аркадий Аладьин (ударные, 2002—2012; 2017—2019) †
- Анатолий Никифоров (2002—2012)
- Алёша Дулькевич (1982—1983; 2001—2010) †
- Виталий Роткович (1992—2001; звукорежиссёр)
- Михаил Волков (бас-гитара, 2012—2017)

### Официальная дискография
(указана дата записи, а не издания)
- «Домашний концерт» (1981)
- «Памяти Аркадия Северного» (апрель 1982) (совместно с Братьями Жемчужными)
- «Посвящение посвящающим» (1983)
- «Новые песни» (ноябрь 1983) (совместно с Братьями Жемчужными)
- «Концерт в Воркуте» (1984)
- «Эпитафия» (1986)
- «Мои дворы» (1986)
- «Нарисуйте мне дом» (1986)
- «Дорога длиною в жизнь» (1987)
- «Концерт на ЛОМО» (1987)
- «Нью-Йоркский концерт» (1987)
- «Казачьи песни» (1988)
- «Анафема» (1988)
- «Гоп-стоп» (1993)
- «Ностальгия» (1994)
- «Горячая десятка» (1994)
- «Вялотекущая шизофрения» (сентябрь 1994)
- «Розовый жемчуг» (август — ноябрь 1995) (совместно с Братьями Жемчужными)
- «На плантациях любви» (март — май 1996)
- «Концерт в день рождения» (4 октября 1996)
- «Возвращение на Арго» (февраль 1997)
- «Июльская жара» (ноябрь (1997)
- «Транссибирская магистраль» (ноябрь 1999)
- «Настоящий солдат» (апрель 2001)
- «Старая гитара» (2001)
- «Странная жизнь» (2003)
- «Я вижу свет» (июль — август 2005)
- «Попутчики» (2007)
- «Мечта блатного поэта» (февраль 2009)
- «Рубашка нараспашку» (май — июнь 2010)
- «Берега чистого братства» (июль 2011) (совместно с Григорием Лепсом)
- «Метафизика» (запись 2014—2015; релиз 11 декабря 2015)
- «Симбиоз» (2019) (сборник стихов в исполнении автора)
- «Ритм Лю Блюз» (2020)
- «Симбиоз 2» (2022) (сборник стихов в исполнении автора)
- «Вдребезги» (2023)

### Актёрские работы

#### В кино
- 1985 — Начни сначала — камео
- 1987 — Два часа с бардами — бард
- 1991 — Афганский излом — камео
- 1991 — Побег на край света — Орей, бард
- 1992 — Чтобы выжить — Джафар (озвучивание — Виктор Проскурин)
- 2005 — Не хлебом единым — Ростислав Петрович
- 2008 — Сайд-степ — Георгий Шахов
- 2011 — Лучшее лето нашей жизни — камео
- 2012 — Аркадий Северный — камео

#### На телевидении
- 2009 — Карнавальная ночь с Максимом Авериным — разбойник из «Бременских музыкантов»

### Видеоклипы
- «Фонарщик»[58] (1990)
- «Флагманский марш» (1996)
- «Подари, Господь, мелодию» (2000)
- «Кантри на завалинке» (2000)
- «Вальс-бостон» (2001)
- «Колыбельная» (2001)
- «Клетчатый»[59] (2003) (совместно с Дмитрием Гордоном; режиссёр — Максим Паперник)
- «Вечерняя застольная» (2011) (совместно с Иосифом Кобзоном и Григорием Лепсом; режиссёр — Александр Солоха)
- «Любовь на Бис!» (2012) (совместно с Зарой; режиссёр — Алан Бадоев)
- «Почти» (2020)
- «Стареть красиво» (2020)
- «Держи свой такт» (2020)
- «Стрекоза»[60] (2022)
- «Светлой памяти»[61] (2022)

### Документальные фильмы
- 1987 — «Лицом к лицу» (реж. И. Пастернак)
- 1987 — «Два часа с бардами» (реж. А. Стефанович)
- 1990 — «Размышления Александра Розенбаума» (ТК «ТВ-3»)
- 1994 — «Бессонница»[62] (реж. Е. Гинзбург)
- 1996 — «Я не могу назвать себя звездой»[63] (ТРК «Киев»)
- 1997 — «Вальс-бостон» (реж. Е. Гинзбург)
- 1997 — «Поздний экспресс» (реж. К. Фатова)
- 2003 — «Философия пути» 20 лет спустя
- 2004 — «Личная жизнь Александра Розенбаума» (реж. Д. Трофимов)
- 2010 — «Мужчины не плачут» (ТК «НТВ»)
- 2011 — «Странная жизнь» Александра Розенбаума (ТК «Совершенно секретно»)
- 2011 — «Мой удивительный сон…» (реж. О. Шиловский)
- 2016 — «Александр Розенбаум. Мне тесно в строю» (ТК «ТВ Центр»)
- 2021 — «Александр Розенбаум. Тринадцатая струна» (ТК «ТВ Центр»)
- 2021 — «Сны у розового дерева» (реж. Ю. Ермолина)
- 2021 — «Свой среди своих» (реж. М. Барынин)

## Признание и награды
Воинское звание:

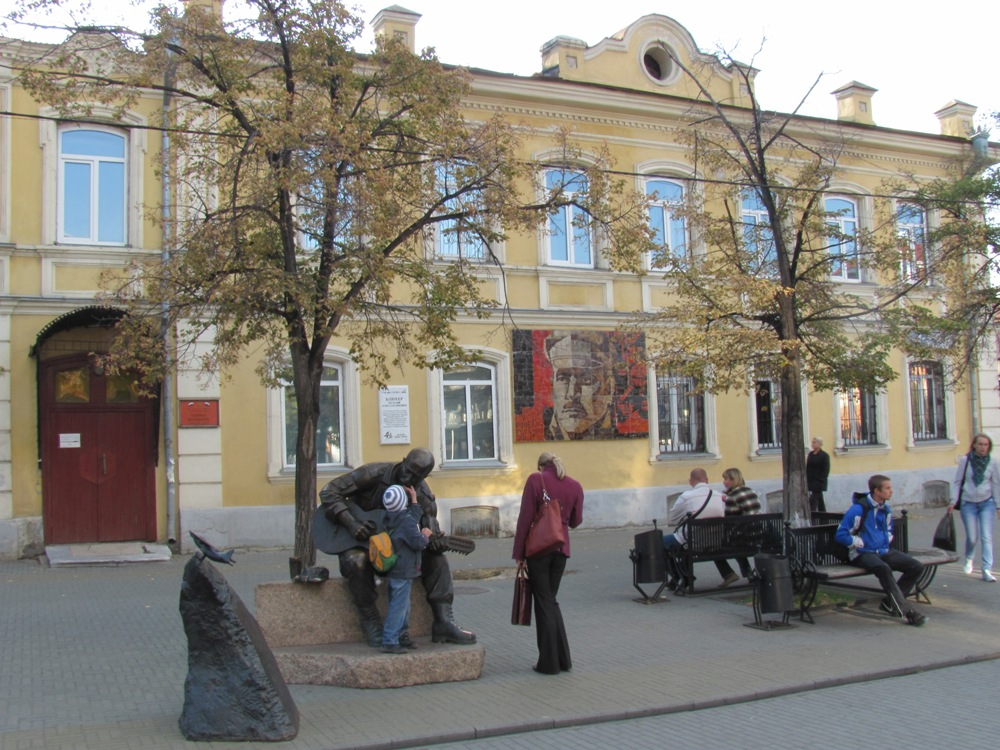
Памятник Александру Розенбауму в Челябинске

- Полковник медицинской службы (ВМФ) в отставке[65]

Государственные награды:
- Медаль «Ветеран Вооружённых Сил СССР»[65]
- Медаль «Адмирал Флота Советского Союза Н. Г. Кузнецов»[65]
- Юбилейная медаль «70 лет Вооружённых Сил СССР» (1988)[65]
- Юбилейная медаль «300 лет Российскому флоту» (1996)[65]
- Медаль «Защитнику Отчизны» (2002, Украина)[66]
- Орден Почёта (7 сентября 2011) — за большой вклад в развитие отечественного музыкального искусства и многолетнюю плодотворную деятельность[67][68]
- Орден «За заслуги перед Отечеством» II степени (20 декабря 2021) — за большой вклад в развитие отечественной культуры и искусства, многолетнюю плодотворную деятельность[69].

Почётные звания:

Памятник ростовскому скрипачу Моне в Ростове-на-Дону

- Заслуженный артист Российской Федерации (30 августа 1996) — за заслуги в области искусства[70]
- Народный артист Российской Федерации (15 мая 2001) — за большие заслуги в области искусства[71]
- Народный артист Приднестровской Молдавской Республики (28 января 2022) — за личный вклад в укрепление культурных связей между Российской Федерацией и Приднестровской Молдавской Республикой[72]

Другие награды:
- Орден «Дуслык» (Татарстан, май 2022) — за особые заслуги в развитии музыкального искусства и многолетнюю плодотворную творческую деятельность[73]
- Нагрудный знак «Воину-интернационалисту»
- Медаль «Воину-интернационалисту от благодарного афганского народа»
- Медаль «За заслуги перед городом Днепропетровск» (2010, Украина)
- Благодарность Министра культуры и массовых коммуникаций Российской Федерации (14 сентября 2005) — за большой личный вклад в развитие законотворчества в сфере культуры и укрепление взаимодействия между органами законодательной и исполнительной власти Российской Федерации[74]
- Почётный диплом Законодательного собрания Санкт-Петербурга (5 сентября 2001) — за заслуги в деле развития эстрадного искусства в Санкт-Петербурге и в связи с 50-летием со дня рождения[75][76]
- Премия «Человек года» Федерации еврейских общин России (2004)[77]
- Премия ФСБ России (номинация «Музыкальное искусство», 2007) — за цикл военно-патриотических песен
- Благодарность Законодательного собрания Санкт-Петербурга (20 июня 2018) — за выдающиеся личные заслуги в развитии культуры и искусства в Санкт-Петербурге, многолетнюю добросовестную профессиональную и успешную творческую деятельность[78]
- Премия Министерства обороны Российской Федерации в области культуры и искусства (2021) — за вклад в развитие отечественного музыкального искусства[79]
- На одной из центральных улиц Ростова-на-Дону герою песни установлен памятник[80].

## Премии
«Золотой граммофон»
- 1996 — песня «Ау»
- 2002 — песня «Мы живы»
- 2012 — песня «Любовь на бис» (дуэт с Зарой).

«Шансон года»
- 2003 — песни «Есаул» и «Глухари»
- 2004 — песни «Разреши, я тебе напишу» и «Вальс-Бостон»
- 2005 — песня «Ночной звонок»
- 2006 — песни «Старый конь», «Я вижу свет», «Облака» (дуэт с Любовью Успенской)
- 2007 — песни «Сусуманская лирическая», «Памяти Николая Резанова» и «Маруся» (дуэт с Любовью Успенской)
- 2009 — песни «Попутчик» и «Бережёного Бог бережёт»
- 2010 — песни «Мечта блатного поэта» и «Зойка»
- 2011 — песни «Рубашку нараспашку» и «Кореша»
- 2012 — песни «Это было хорошее время» и «Одноклассники»
- 2013 — песни «Воля» и «Золотая клетка»
- 2014 — песни «Однажды на Лиговке» и «Старый дрозд»
- 2015 — песни «Утиная охота» и «Песня старого портного»
- 2016 — песни «Однажды на Лиговке» и «Королева»
- 2017 — песни «Вальс на лебяжьей канавке» и «Очередь за хлебом»
- 2018 — песни «Вечерняя застольная» и «Мы уезжаем»
- 2019 — песня «Всё бывает»
- 2020/2021 — песни «Почти» и «Ветер-конокрад» (дуэт с Радой Рай)
- 2022 — песни «Вечерняя застольная» и «Да ладно»
- 2023 — песни «Упереться, не сломаться» и «Держи свой такт»

«Российская Национальная Музыкальная Премия Виктория»
- 2021 — специальная премия «За уникальную гармонию песенной лирики и музыки»

## Благотворительность
Помимо выступлений в рамках гастрольных туров, Розенбаум даёт концерты в институтах, в армии, на флоте, в местах лишения свободы. Все подобные концерты — благотворительные.
В 1991 году Розенбаум провёл в Москве серию из восьми благотворительных концертов под общим названием «Они могли бы жить». Свою программу певец посвятил жертвам межнациональных конфликтов. Весь доход артист направил в Общество Красного Креста и Красного Полумесяца Нагорно-Карабахской автономной области, Азербайджана, Грузии, Армении, Литвы и пр., командованию внутренних войск СССР для семей военнослужащих, погибших в результате межнациональных столкновений.
25 февраля 1992 года в Национальном дворце искусств «Украина» состоялся благотворительный вечер с участием А. Розенбаума и сатирика Семёна Альтова.
23 сентября 1994 года в концертном зале у Финляндского вокзала в Санкт-Петербурге Розенбаум дал благотворительный концерт, весь сбор от которого был направлен в Международный фонд русской поэзии, учреждённый литераторами России и русского зарубежья. Розенбаум является одним из попечителей фонда, в совет которого входили Иосиф Бродский, Дмитрий Лихачёв и др. Деньги, вырученные от концерта, были направлены на издание книг современных российских поэтов.
9 мая 1995 года на Дворцовой площади прошёл концерт Розенбаума в честь юбилея Дня победы. Концерт собрал 200 тысяч зрителей. Как и все предпраздничные концерты, этот был благотворительным. Концерт был организован при поддержке АО «Великий город», вице-президентом которого является Розенбаум. «Великий город» в те майские дни всячески помогал ветеранам и блокадникам: делал подарки, организовывал праздники и встречи ветеранов. Розенбаум не отказал ни в одной просьбе выступить в концертах, посвящённых 50-летию Победы. 4 мая он пел в Москве в Белом доме, 7 мая выступал в пушкинском кинотеатре «Руслан», а 8 и 9 мая дал два концерта в БКЗ «Октябрьский».
24 октября 2000 года в Санкт-Петербурге прошёл конкурс детского рисунка на тему песни Александра Розенбаума Вальс-бостон. Организатор конкурса благотворительный фонд «Золотой пеликан». В конкурсе принимали участие дети слабовидящие, слабослышащие или с ограниченными возможностями. Александр Яковлевич выбрал наиболее понравившиеся ему четыре рисунка, вручил победителям призы и спел для детей несколько песен.
9 марта 2001 года в Доме культуры имени Дзержинского в Санкт-Петербурге состоялся благотворительный концерт Александра Розенбаума для сотрудников МВД. Выступление было построено в довольно редком для Александра Яковлевича жанре творческого вечера, где наряду с песнями значительная часть времени была уделена ответам на вопросы зрителей.